# Giacomo Giuseppe Beltritti
Giacomo Giuseppe Beltritti (Peveragno, Italia 23 de diciembre de 1910—1 de noviembre de 1992) fue un obispo italiano, patriarca latino de Jerusalén de 1970 a 1987.

## Biografía
Beltritti Nació en Peveragno y se trasladó a vivir a Tierra Santa en 1926, cuando empezó sus estudios eclesiásticos en el seminario Beit Jala, en Cisjordania. Fue ordenado sacerdote el 15 de abril de 1933 . Desde la Declaración de independencia de Israel en 1948 y durante la Guerra de los Seis Días, ayudó a los palestinos que se convertían en refugiados .
El 21 de septiembre de 1965 fue nombrado obispo coadjutor del Patriarca de Jerusalén y titular de Caná por Pablo VI. Recibió la consagración episcopal el 10 de octubre siguiente de manos del patriarca Alberto Gori, O.F.M., y de los coconsagrantes , el arzobispo Mikhayl Assaf y el obispo Hanna Kaldany.
Tras la muerte del patriarca Gori, le sucedió de forma automática en la sede patriarcal el 25 de noviembre de 1970. Durante su pontificado trabajó por promover las vocaciones sacerdotales entre los jóvenes palestinos  y ampliar el sistema escolar católico.
Beltritti se retiró tras la aceptación de su renuncia el 11 de diciembre de 1987, pasando a ayudar en la parroquia de Deir Rafat, en cuya escuela impartía el catecismo. Durante este tiempo residió en un monasterio local. Falleció el 1 de noviembre de 1992 durante una visita a Jerusalén, a la edad de 81.